# 청주 가좌리 석조약사여래좌상
청주 가좌리 석조약사여래좌상은 충청북도 청주시 서원구에 있다. 2015년 4월 17일 청주시의 향토유적 제57호로 지정되었다.

## 개요
청주지역 불교문화와 약사여래 신앙 연구에 귀중한 자료이다.